# Tony Hawk's Downhill Jam
Tony Hawk's Downhill Jam es un videojuego disponible para las videoconsolas Wii, Nintendo DS, Game Boy Advance y PlayStation 2.
Se desmarca de su homólogo Tony Hawk's Project 8, siendo como este, la octava parte de la saga Tony Hawk's. Además, no fue desarrollado por Neversoft, su desarrollador tradicional, por lo que este Downhill Jam enfatiza y orienta el juego en la velocidad y en carreras contra otros oponentes.

## Banda sonora
| - Anti Flag - "The Press Corpse" - Bad Brains - "Don't Bother Me" - Charizma - "Here's A Smirk" - Damone - "Out Here All Night" - Dead To Me - "By the Throat" - Descendents - "Myage" - Escape The Fate - "Reverse This Curse" - Excel - "Drive" - Good Riddance - "Texas" - Iron Maiden - "Different World" - Jadox - "Cause and Effect" - Lagwagon - "Heartbreaking Music" - Left Alone - "Dead American Radio" - Lupe Fiasco - "Kick, Push" - Ministry - "Palestina" - Motörhead - "Motörhead" - OSI - "OSI" - Photo Atlas - "Handshake Heart Attack" - Priestess - "No Real Pain" - Prototype - "Synthespian" | - Public Enemy - "She Watch Channel Zero?!" - Razed In Black - "Visions" - Sahara Hotnights - "Hot Night Crash" - Shadows Fall - "In Effigy" - Sol Asunder - "Mislead" - stellastarr* - "Jenny" - Strike Anywhere - "The Promise" - The Autumn Offering - "Embrace The Gutter" - The Bouncing Souls - "The Gold Song" - The Bronx - "Oceans Of Class" - The Dirty Heads - "Morning Light" - The Futureheads - "Yes/No" - The Loved Ones - "Suture Self" - The Golden Gods - "Even I Don't Know" - The One & Only Typicals - "Accelerator" - TheStart - "Shakedown" - Thursday - "At This Velocity" - Time Again - "Broken Bodies" - White Zombie - "More Human Than Human" - Wildchild - "Code Red" |